# Roskilde Festival
Il Roskilde Festival è il più vecchio ed uno tra i più grandi festival musicali dell'Europa continentale. Si svolge a Roskilde, città della Danimarca da cui prende il nome, dal 1971, anno della prima edizione. Spazia da una selezione musicale all'avanguardia ruotante attorno alla musica moderna indipendente, per estendersi fino al jazz, all'elettronica, alla world music e ad ulteriori generi musicali; inoltre il festival presenta tutta una serie di attività collaterali tra le quali cinema, performance-art, poetry slam ed una maratona nudista denominata Roskilde naked run, che si percorre lungo il perimetro dell'area campeggio che copre circa 80 ettari.

## Partecipanti

### Prime edizioni
Edizione 1971
Family, Skin Alley, Fujara, Vannis Aften, Engine, Gasolin, Culpepper's Orchad, Day Of Phoenix, Dalta Blues Band, Burnin' Red Ivanhoe, Phillias Fogg, Rainbow Band, Fessors Big City Band, Sunny Side Stompers, Alex Campbell, Poul Dissing, Paddy Doyle's, Trees, Andrew John, Per Kofoed, Strawbs, Stefan Grossman, Tom Bailey, Dr. Dopojam, O.M.F., m/Steen Vig.
Edizione 1972
30 giugno: The Kinks, Tony Busch, Midnight Sun, Gnags, Alex Campbell, Musikpatruljen, Starfuckers, Paddy Doyles Boots, Gnags, Polyfeen, Fujara;
1 luglio: Fessor Big City Band, Andrew John, Arlune Rod, Contact, Hurdy Gurdy, Dr. Dopo Jam, Gasolin, Family, Delta Blues Band, Purple Door Gang, Book;
2 luglio: Amon Düül, Smile, Sha Na Na, David Blue, Saft.
Edizione 1973
29 giugno: Negro Spiritual & Elim's Kor, Ewald Thomsen & Spillemǽnd, Midnight Sun, Canned Heat, V8, Røde Mor;
30 giugno: Swing Jørgens Rytmecirkus, Burnin Red Ivanhoe, Fessor Big City Band, Culpepper's Orchard, Fujara, Kansas City Stompers, Arlune Rod, Gasolin, Fumble, Sensory System, Den Gamle Mand Og Havet, Hair;
1 luglio: Mo-I-Rana, Fairport Convention, Olsen Brothers, Dr. Dopo Jam, Sume.
Edizione 1974
28 giugno: Østjsk Musikforsyning, Dr. Dopo Jam, Pugh & Rainrock, Jørgen Skammeritz & Erik Schøtt, Blue Sun & Lone Kellerman, Haster Show Band, Status Quo, Hot Lips, Røde Mor, Midnight Sun, Gnags;
29 giugno: Fessor Big City Band, Tyggegummibanden, Secret Oyster, Prudence, Camel, Culpepper's Orchard, Supersister, Bill Walach & Jens, Mo-I-Rana, Side Show, Savage Rose, Papa Benny, Andrew John, The Incredible String Band, Alrune Rod, Side Show, Kardemomme Rock, Swing Jørgens Rytmecirkus;
30 giugno: Morgengymnastik vs. Palle Nielsen, Musikandagt (Keep Singing, Pastor Helga Moller-Christiansen, Gospel m/Rosita Thomas & Etta Jones), Spillemǽndene, Den Gamle Mand Og Havet, Chilensk Folketrup, Gasolin, Kansas City Stompers, McEwans Export, Tassavalla Presidentii, High Speed Grass, Fujara, New Orleans Workshop.

### Edizioni recenti
Edizione 2006

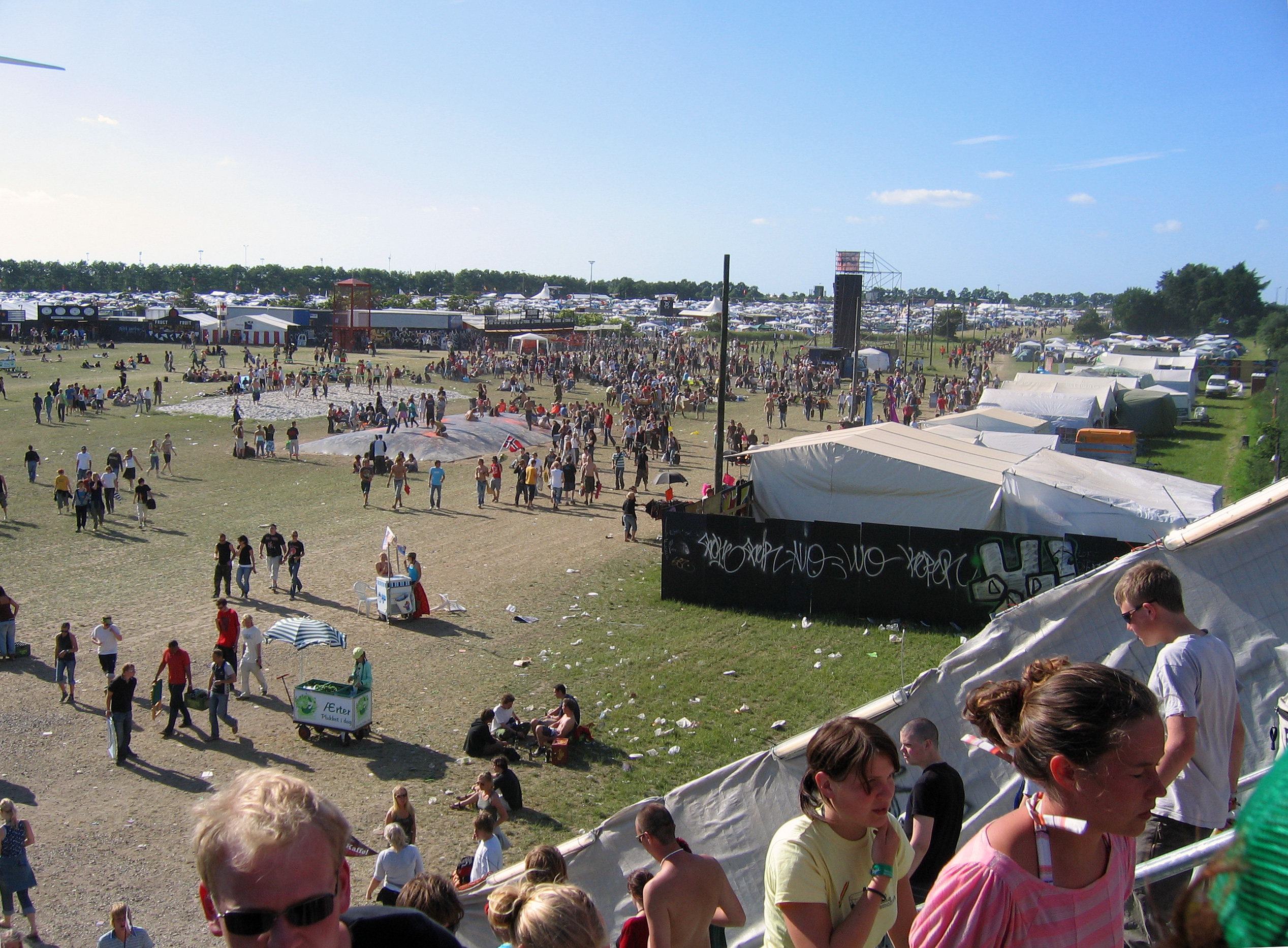
Edizione 2003: Camping Vest

Arctic Monkeys, Bullet for My Valentine, Bob Dylan, Coheed and Cambria, Death Cab for Cutie, Deftones, Editors, Evergrey, Franz Ferdinand, Parliament/Funkadelic, Gogol Bordello, Goldfrapp, Guns N' Roses, Hatesphere, H.I.M., Kaiser Chiefs, Kanye West, Kashmir, Lagwagon, Morrissey, Opeth, Placebo, Primal Scream, The Raconteurs, Roger Waters, Scissor Sisters, Sigur Rós, The Strokes, Tool, Trivium, Volbeat, Wolfmother.
Edizione 2007
The Who, Björk, Red Hot Chili Peppers, Thirty Seconds to Mars.
Edizione 2008
Radiohead, Neil Young.
Edizione 2009
Nine Inch Nails, Oasis, The Mars Volta, Volbeat, White Lies.
Edizione 2010
CV Jørgensen, Dizzy Mizz Lizzy, Linkin Park, Muse, NOFX, Pavement, Shantel, The Kissaway Trail.
Edizione 2016
Pharrell Williams, Paul McCartney, G-Eazy, Kygo, Muse e Florence and the Machine.
Edizione 2017
The Weeknd, Solange, The Lumineers, Cahmere Cat e Lorde.
Edizione 2022
29 giugno: Post Malone, Robert Plant & Alison Krauss, Anitta, Biffy Clyro, Black Pumas, Cimafunk, Drew Sycamore, Fontaines D.C., Polo G, Turnstile;
30 giugno: Dua Lipa, Megan Thee Stallion, The Blaze, Kacey Musgraves, TLC, Artigeardit, Baby Keem, Jack Harlow, Jimmy Eat World, Modest Mouse, Phoebe Bridgers, Sigrid, Sky Ferreira, The Whitest Boy Alive, Tobias Rahim, Yola;
1 luglio: Tyler, The Creator, Jada, The Smile, Thomas Helmig, Africa Express Presents in C Mali, Arlo Parks, Chvrches, Fatoumata Diawara, Yael Naim, HER, Little Simz, Mitski, Moses Sumney, Sampa the Creat, Saveus;
2 luglio: The Strokes, St. Vincent, Haim, Ashnikko, Bcuc, Sjava, Big thief, Fred again, Idles, Kings of Convenience, Pinkpantheress, Rae Sremmurd, Shygirl, Tessa.

### Altre edizioni
Aerosmith, Arctic Monkeys, Beastie Boys, Björk, Blur, Bob Dylan, Bob Marley, Chemical Brothers, David Bowie, Elvis Costello, Foo Fighters, Franz Ferdinand, Garbage, Guns N' Roses, Iggy Pop, Jeff Buckley, Kraftwerk, Litfiba, London Chamber Orchestra, Marillion, Marilyn Manson, Megadeth, Metallica, Morrissey, Neil Young, New Order, Nick Cave, Nirvana, Oasis, Pearl Jam, Pet Shop Boys, Placebo, Primal Scream, R.E.M., Radiohead, Rammstein, Ray Charles, Red Hot Chili Peppers, Sonic Youth, Suede, The Clash, The Cure, The Flaming Lips, Tiësto, Tool, U2, Underworld